# Le Grand Léjon
Pour les articles homonymes, voir Grand Léjon.
Le Grand Léjon est un bateau reconstruit à l'identique à partir d'un lougre de travail du port du Légué, la Jeanne d'Arc construite  en 1896 et qui navigua en baie de Saint-Brieuc dans les Côtes-d'Armor entre le XIXe siècle et le XXe siècle.

Il appartient à l'association Pour Le Grand Léjon. 

Son immatriculation officielle est : SB 818116 (Saint-Brieuc), mais l'association a obtenu une dérogation pour lui afficher sur les voiles le n° SB 658, n° que portait la Jeanne d'Arc en 1896.

## Histoire
Construit entre 1988 et 1992 à la demande de l'association Pour Le Grand Léjon, il est mis à l'eau en mai 1992 à Saint-Brieuc au port du Légué. 

Quelques semaines plus tard aux fêtes maritimes de Brest 1992 et Douarnenez il remporte le 1er prix du concours des bateaux de Côtes de France, le 2e prix pour son gréement, ainsi que le prix de la persévérance.
Fin 2007, il est l'un des premiers bateaux à recevoir le label BIP (Bateau d'intérêt patrimonial) .
Il navigue surtout près de la Manche et est utilisé par les membres de l'association qui l'entretiennent, le font naviguer, et assurent des animations sur les ports de la Baie de Saint-Brieuc. 
Il a servi pour le tournage de plusieurs films comme Pêcheur d'Islande en 1995 pour la télévision.

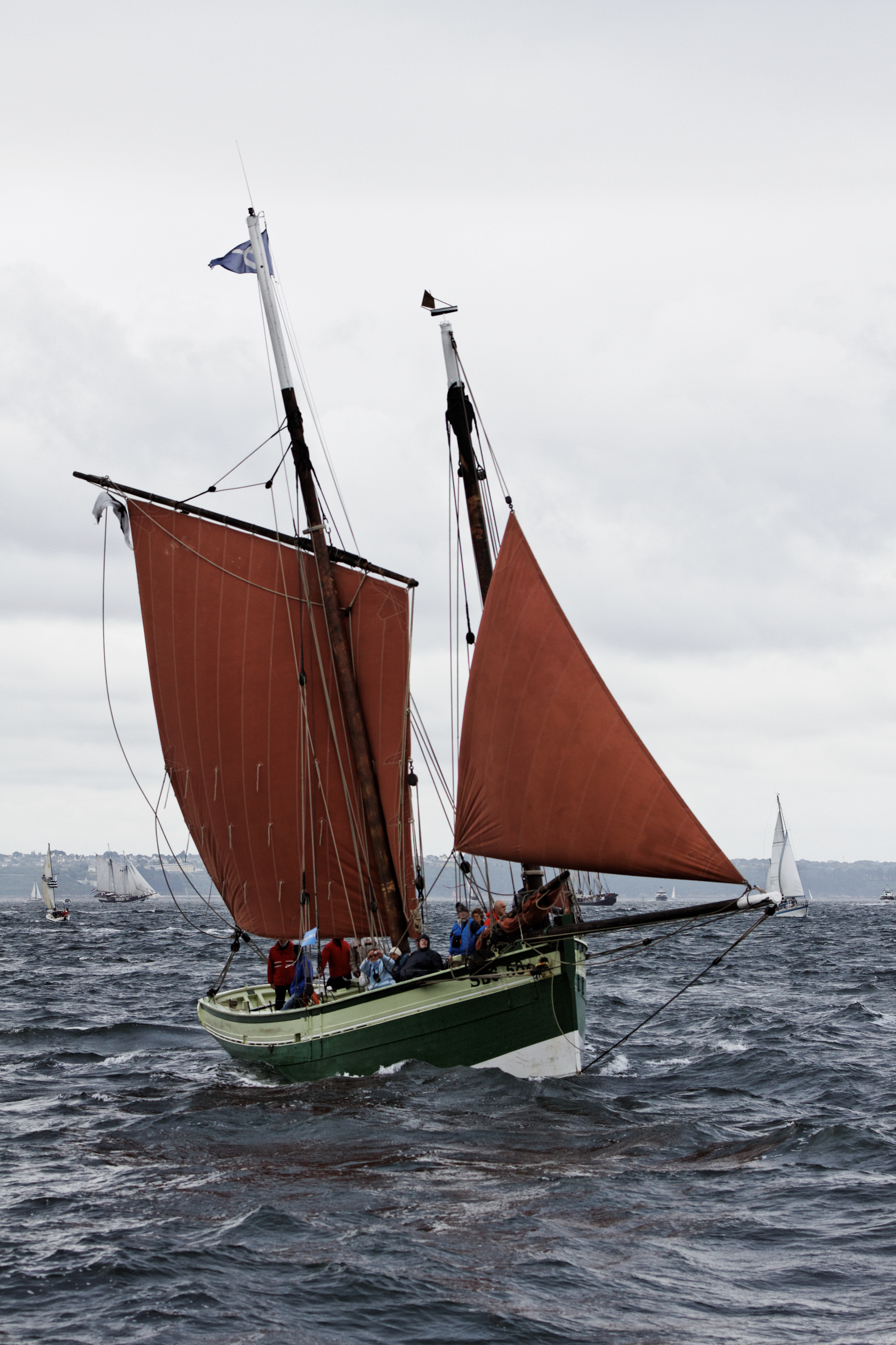
Le Grand Léjon en 2012.